# First Blood
First Blood är en amerikansk film som hade biopremiär i USA den 22 oktober 1982, regisserad av Ted Kotcheff. Den är baserad på romanen av David Morrell med samma namn (First Blood, svensk titel för boken var Tvekampen). 
Filmen är framför allt känd som den första av fem filmer om rollfiguren John Rambo som i samtliga filmer spelats av Sylvester Stallone.

## Handling
Vietnamkrigsveteranen John Rambo (Sylvester Stallone) luffar runt USA för att söka rätt på sina kompisar från kriget, men inser sakta att resten av hans enhet har dött. En dag kommer han till en bortglömd liten stad, Hope i delstaten Washington, och stöter där på sheriffen Will Teasle (Brian Dennehy). Sheriffen ogillar att ha ovårdade och skumma typer drivandes omkring och vill att Rambo ger sig av omedelbart. När Rambo (som bara vill hitta ett matställe) fåordigt och trotsigt vägrar arresteras han, och Teasle hittar en unik kniv när han visiterar Rambo. På polisstationen vägrar Rambo svara på tilltal, vilket provocerar småstadspoliserna så att de misshandlar honom. För Rambo slår överlevnadsinstinkten in och han lyckas fly efter att ha misshandlat några poliser svårt, och tar sig med motorcykel upp i bergen, men Teasle och hans mannar är inte långt efter, och de tar med sig hundar.
Galt, en av poliserna som misshandlat Rambo i arresten, har ordnat en helikopter, och beskjuter Rambo, mot Teasles order. Rambo försvarar sig genom att kasta sten mot helikoptern, vilket leder till att Galt faller från helikoptern och dör. När Teasle vill fånga Rambo med sina mannar får han besked om Rambos meriter: han var med i Gröna baskrarna, och erhöll kongressens hedersmedalj, men Teasle bestämmer sig ändå för att leta reda på Rambo i skogen. Rambo övermannar poliserna en efter en, men låter dem leva, med budskapet "Låt mig vara".
När förstärkningar kommer, dyker också Rambos före detta överordnade, överste Sam Trautman (Richard Crenna), upp. Han varnar Teasle för att Rambo utan större svårigheter kommer att vinna över Teasles 200 man, men Teasle vägrar att lyssna.
Till slut lyckas en enhet från nationalgardet omringa Rambo utanför ett gruvschakt, men mot sina order skjuter de sönder ingången med en pansarvärnsgranat, och de drar slutsatsen att Rambo dödats vid explosionen. Rambo har dock tagit sig längre in, och ut en annan väg. Han stjäl en av militärens lastbilar och sätter eld på en bensinstation för att locka iväg de övriga poliserna, vilket leder till en uppgörelse, man mot man mellan Teasle och Rambo. I uppgörelsen skottskadar Rambo Teasle som dock överlever, varefter han nedbruten och gråtande faller ihop i ett hörn där Trautman finner honom.

## Rollista (i urval)
| Sylvester Stallone | – John J. Rambo       |
| Richard Crenna     | – Överste Trautman    |
| Brian Dennehy      | – Sheriff Will Teasle |
| Bill McKinney      | – Kern                |
| Jack Starrett      | – Galt                |
| Michael Talbot     | – Balford             |
| Chris Mulkey       | – Ward                |
| John McLiam        | – Orval               |
| Alf Humphreys      | – Lester              |
| David Caruso       | – Mitch               |

Många skådespelare tillfrågades om rollen som "Rambo" innan Sylvester Stallone accepterade. Stallone upplevde själv att han i rollen gestaltade sig själv; en misslyckad soldat som saknade far. (Stallone klassades som direkt olämplig och psykiskt labil när han mönstrade, och han uppger att hans problem med fadern väcktes till liv i äkta tårar under inspelningen av slutscenen). Ännu en som tillfrågades om att spela "Rambo" var Al Pacino, och han propsade på att "Rambo" skulle agera rakt igenom psykotiskt och själlöst, precis lika omänskligt som hajen i Spielbergs "Hajen". Många tillfrågades om att spela rollen som överste Trautman, och bland annat Stallones barndomshjälte Kirk Douglas tackade nej.

## Uppföljare
- Rambo – First Blood II
- Rambo III
- Rambo
- Rambo: Last Blood

## Om filmen

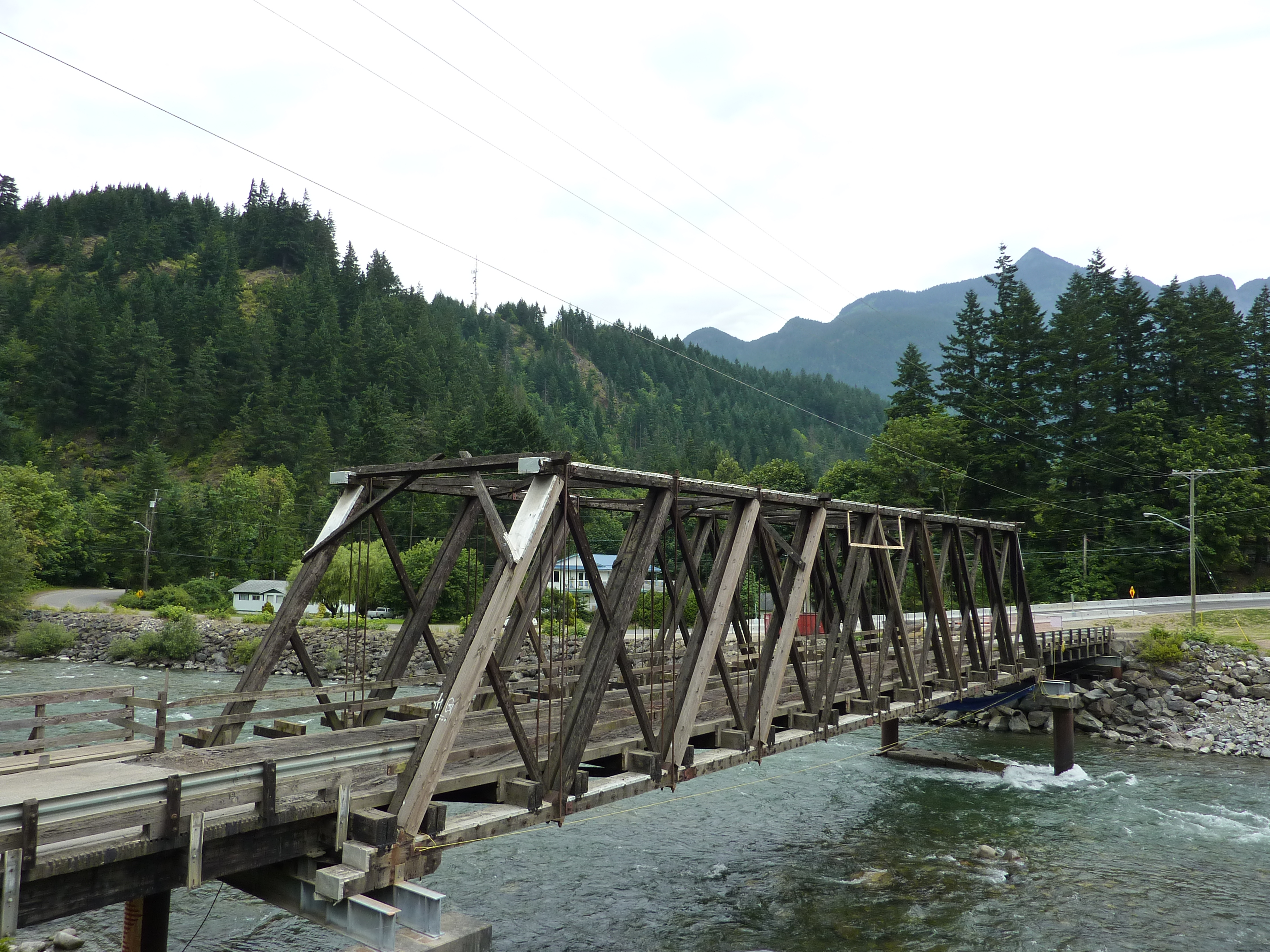
Bron som förekommer i filmens början.

First Blood, vilket syftar på att det var Teasles poliser som "anföll först" och därmed utgöt blod först, blev en av de filmer som anfördes som de mest våldsamma i debatten om underhållningsvåldet, trots att det i filmen bara är en person som dör, (Galt). Filmens moraliska frågor om mottagandet som Vietnam-veteranerna fick vid hemkomsten mötte inte lika stort intresse.
Under inspelningen, som ägde rum i Hope med omnejd  i British Columbia i Kanada, skedde ett antal skadeincidenter. Bland annat var Stallones fall utför klippstupet på "riktigt" och i samband med detta skadade han ett revben. Trots detta valde han att fortsätta filma, och den smärta som Stallone utbrister var alltså äkta.
Många skrev om Morells bok till manus; bland annat David Rabe som senare skrev manus till Brian de Palmas "Casualities of War". Rabes manus ratades dock eftersom det alltför tydligt och realistiskt problematiserade engagemanget i Vietnam etcetera. Rabe ville likt Morell skildra ett slags Song My på amerikansk mark. Andra, totalt nio, som tillfrågades om att skriva manus var bland annat Sydney Pollack och John Frankenheimer.
Kniven som Rambo använder är en så kallad överlevnadskniv som bland annat innehåller kompass, tändstickor och sytråd. Denna typ av kniv fick stor uppmärksamhet och såldes i stora kvantiteter efter filmens premiär och kallades under många år för "Rambokniv".
I filmen Hot Shots! 2 parodierar Richard Crenna sin roll från Rambo-filmerna, i rollen som Charlie Sheens överordnade.